# Patois beer
La Patois Beer è una birra prodotta dal birrificio Randalls Brewery sull'isola di Guernsey.
La birra è l'unica birra pale ale prodotta sull'isola. Il nome Patois è stato dato in onore al Guernesiais, ovvero il dialetto di derivazione francese parlato a Guernsey.